# 永寧廣場

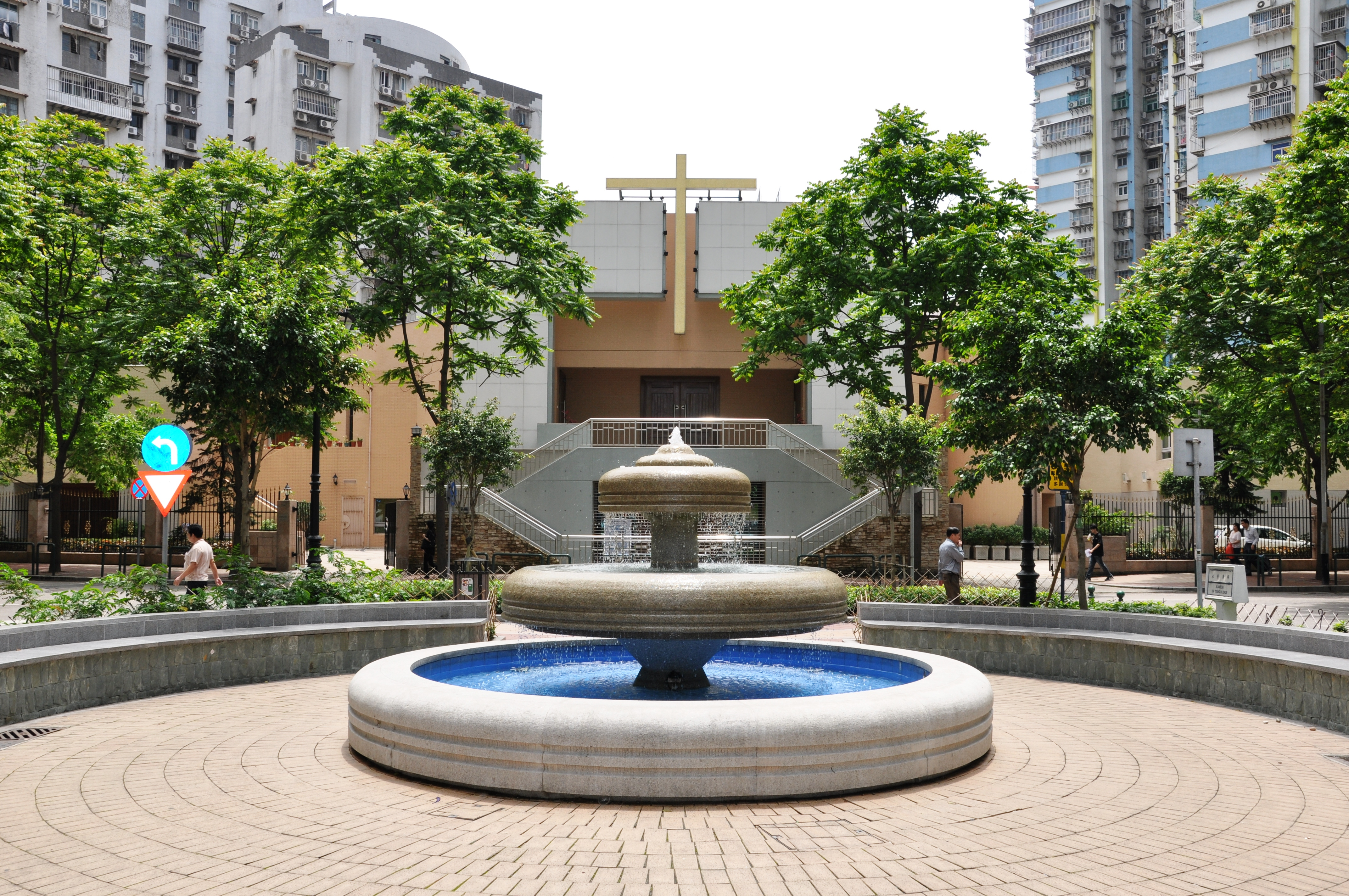
聖若瑟勞工主保堂與永寧廣場為鄰

22°12′48″N 113°33′09″E / 22.213453°N 113.552579°E
永寧廣場（葡萄牙語：Alameda da Tranquilidade）是澳門花地瑪堂區祐漢的一個廣場，位於馬場北大馬路和看台街之間，中間為菜園街及馬場大馬路穿過。另外在東北方永寧街可駛至此廣場。呈東北-西南走向。

## 歷史
當地1920年代以前是水面，經過填海而成陸，先用作賽馬場，後被辟為菜園。廣場在1990年代周邊發展成住宅區時修築。2010年起，有青年以廣場作為青年遊行的集合及起步點。

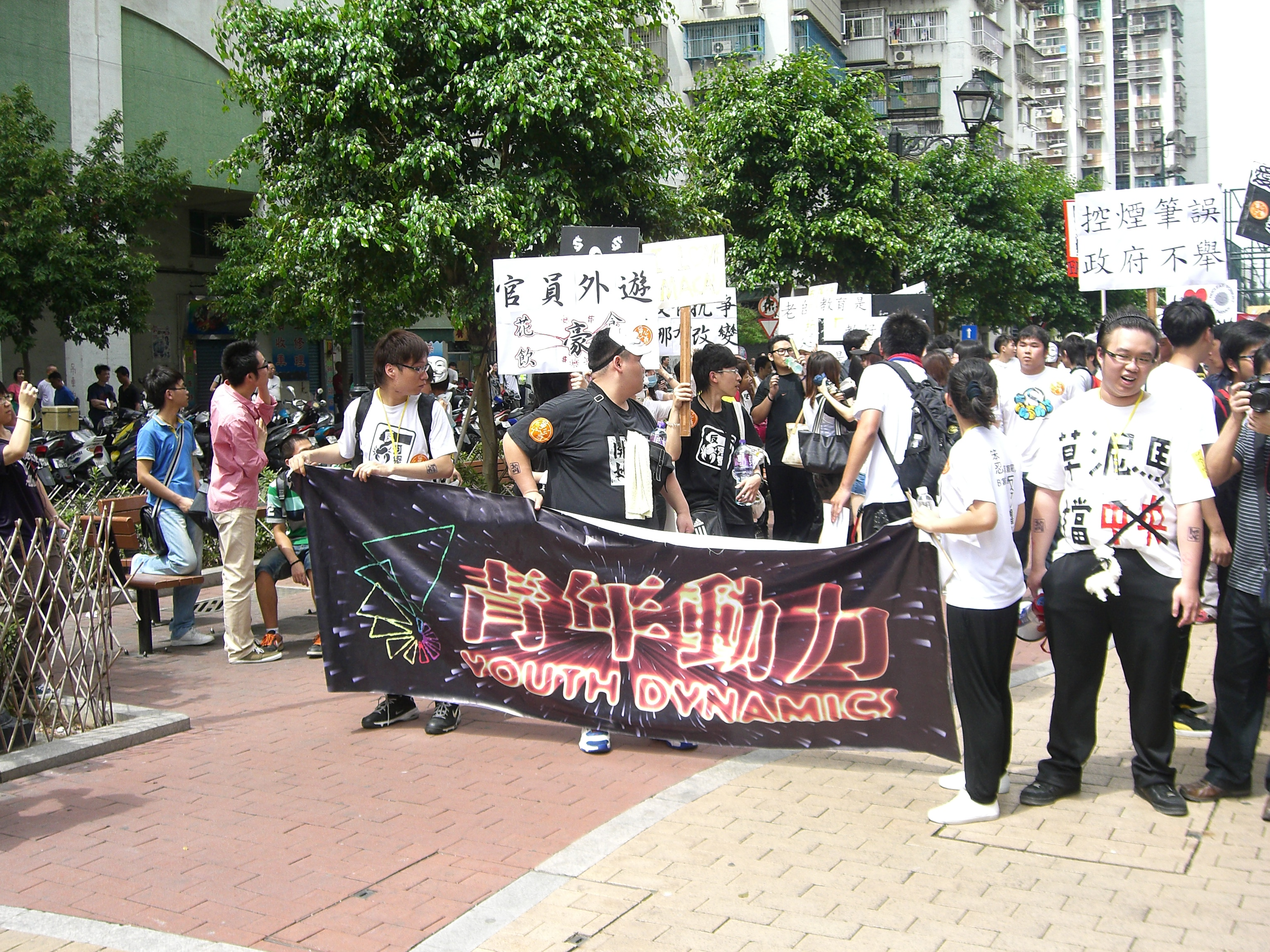
2011年青年遊行出發情況

## 設施及周圍建築
在2000年代以來，廣場分為北、中、南三個部分，北部是兒童休憩區，中間是球場，南部是休憩區，並修建了噴水池。
廣場自北順時針起，分別是駿菁青年中心、海景園、永寧廣場大廈、鏡平學校中學部、翡翠廣場、聖若瑟勞工主保堂、威龍花園、百利新村、寶暉海景花園。值得注意的是，澳門多位立法議員都在周圍設立辦事處或服務處。

## 交通
M214 永寧廣場總站（Al. Tranquilidade／Terminal）
路線：2、6A、12、19